# Tytthus pubescens
Tytthus pubescens är en insektsart som först beskrevs av Knight 1931.  Tytthus pubescens ingår i släktet Tytthus och familjen ängsskinnbaggar. Arten är reproducerande i Sverige. Inga underarter finns listade i Catalogue of Life.